# Xypétè
Xypétè, en grec ancien : Ξυπέτη ou Ξυπετῆ, également Xypeteón (Ξυπετεών), dont on dit qu'elle s'appelait aussi Troja (Τροία), parce que Teucros avait conduit de là une colonie de l'Attique en Phrygie,,, est un dème de l'ancienne Attique. Il est apparemment proche du Pirée ou de Phalère, puisque Xypétè, Piraeus, Phalerum et Thymoetadae (en) formaient les τετράκωμοι qui avaient en commun un temple d'Héraclès (τετράκωμον Ἡρακλεῖον)
Le site de Xypétè est provisoirement situé au nord-est du Pirée,.